# Tshela
Tshela (o Tsela) es la ciudad principal del distrito de Bas-fleuve, en la provincia de Bajo Congo en la República Democrática del Congo. Es el lugar de nacimiento de Joseph Kasa-Vubu, el primer presidente del Congo después de su independencia de Bélgica en 1960. La ciudad estaba conectada con el puerto de Boma por una línea férrea de vía estrecha que estuvo operativa entre 1889 y 1984.
- Datos: Q3090648